# فیس (شهر اتریش)
فیس (به آلمانی: Fiss) یک منطقهٔ مسکونی در اتریش است که در ناحیه لاندک واقع شده‌است. فیس ۳۷٫۷ کیلومتر مربع مساحت دارد ۱٬۴۳۸ متر بالاتر از سطح دریا واقع شده‌است.